# Compagnie du chemin de fer de Poitiers à Saumur
La Compagnie du chemin de fer de Poitiers à Saumur est une société anonyme constituée le 26 novembre 1869 pour reprendre la concession du chemin de fer de Poitiers à Saumur.

## Histoire
La construction de la ligne est assurée par l'entreprise Ernest Goüin et Cie (devenue Société de construction des Batignolles).
La compagnie ouvre le 15 mai 1874 :
- la ligne entre la gare provisoire de Saumur, située au Clos-Bonnet, et Loudun via Montreuil-Bellay ;
- la ligne entre Arçay et Grand-Pont-Preuilly[1].

À Loudun et Arçay, la ligne se connecte à la ligne de Chinon aux Sables-d'Olonne (actuelle ligne des Sables-d'Olonne à Tours) ouverte par étapes entre 1866 et 1873 par la Compagnie des chemins de fer de la Vendée. À Grand-Pont-Preuilly, elle se connecte à la ligne de Paris-Austerlitz à Bordeaux-Saint-Jean, alors gérée par la Compagnie du chemin de fer de Paris à Orléans, afin d'atteindre Poitiers.
Le 30 janvier 1876, la ligne est prolongée entre la gare provisoire du Clos-Bonnet et son nouveau terminus (voir gare de Saumur-Rive-Gauche). 
L'année suivante, la compagnie est absorbée par l'administration des chemins de fer de l'État.

## Réseau
- Ligne de Poitiers à Arçay
- Section de Loudun à Montreuil-Bellay de l'actuelle ligne de Loudun à Angers-Maître-École
- Section de Montreuil-Bellay à Nantilly de l'actuelle ligne de Chartres à Bordeaux-Saint-Jean
- Ligne de Nantilly à Saumur-Rive-Gauche